# 雨天中止ナイン
『雨天中止ナイン』（うてん・ちゅうし・ナイン）はテレビ東京系の「ソコアゲ★ナイト」月曜日で、2014年5月12日から6月2日の4週にわたって放送されたコメディ番組である。

## 物語
おぎやはぎ、かもめんたる、ヨーロッパ企画の3組のお笑いユニットが主演を務めるシチュエーション・コメディ。ここ数年雨が降り続き、一部の富裕層はドームシティーで生活し、またその他の一般市民も雨に濡れながら、少しインドアがちの生活をしている。しかし、彼らは野球をまともにしたことがないことに不満をぶちまけている。そんな彼らは休日ごとにとりあえず集まってはインドア遊びを楽しもうとしていた。

## 登場人物

### サニーズ
帽子とアンダーシャツが赤の野球チーム。ユニフォームの胸文字は筆記体でSunnys。ラケットラインはピンク。太陽がバットを持ったマスコットキャラクターがいる。
オギ
演 - 小木博明
サニーズのキャプテン。背番号1。ナガノらが持ち込んだインドアアイテムに、「やらないですから！」と興味ないそぶりするが、実は一番やりたい性分。本業は外車（オープンカー限定）の営業マン。
ヤハギ
演 - 矢作兼
背番号4。ファミコンソフトの「ベースボール」（任天堂）にハマっている。なんでもないものでもわくわくしちゃう性格の野球部員。野球のグラウンドを借りるより寿司食いたい派。家電量販店勤務。
マキオ
演 - 槙尾ユウスケ
背番号5。時間があればミート練習をする、野球やりたい度はチームピカイチの部員。3話では女装し「マキコ」を名乗る。実家はリカーショップマキオを経営。
ナガノ
演 - 永野宗典
背番号9。本業は1話でジェンガ、2話ではラジコンをサルベージし部室に持ち込む廃品業者。細身でちび。帽子は後ろに被る派。
イワサキ
演 - 岩崎う大
背番号13。「マタンゴピザ」勤務。アイディアマンだが、笑顔で野球なんてなくなればいいと思っているシニカルな男。部室で催された“カメラジコングランプリ”では司会を担当。
サカイ
演 - 酒井善史
イワサキの友人。人数が足りないための助っ人。腰が低いがホビーエレクロニクス全般好きで、インドアアイテムの改造はお手の物。ノートパソコンと電動ドライバーを持ち歩く。実況も得意。
ナオコ
演 - 西村直子
マキオの妹。リカーショップマキオ勤務。元部員スワの快気祝いのビデオ映像を録りに部室にやってきた。マクロビに一時ハマってた。
スワ
演 - 諏訪雅
リカーショップマキオ店員。元部員だがオギによると「ほとんどしゃべったことがない」。雨で滑って入院をしていた。小太り。自称スラッガー。

### クラウディーズ
帽子と上着が黒い野球チーム。ユニフォームの胸文字はCLOUDYS。進学校出身。雨を避けたドームシティでいつも試合をしている。
スミタ
演 - 角田貴志
背番号44。眼鏡をかけた嫌味な男。マキオを助っ人にスカウトする。なお、鍛え上げた精神力によりケツバットが効かない。
ホンダ
演 - 本多力
背番号18。マッシュルームカットの部員。顔が気持ち悪い、声も身長も気持ち悪いとサニーズに散々なことを言われ精神を削られる。
イシダ
演 - 石田剛太
背番号7。理論派。簡単に言うと金持ち。イワサキいわく「作られたリアル」。

### 日の出商店街
商店街組合長ナカガワ
演 - 中川晴樹
サニーズの地元商店街の組合長。地域を明るくしたくて「善意の寄付」を募っている。ひげづらでテンションが妙に高い。サニーズメンバーは苦手にしている。
商店街組合員トサ
演 - 土佐和成
やぶにらみで募金箱を持つ男。詮索するのが好き。

## スタッフ
- ナレーション：須黒清華（テレビ東京アナウンサー）
- 脚本：上田誠（ヨーロッパ企画）
- 技術：菊地裕介
- 映像：佐久間元貴
- カメラ：田中圭介
- 照明：高柴圭一
- 音声：臼木泰一
- デザイン：岡野真由子
- 美術進行：仙田拓也
- 大道具：工藤義昭
- 小道具：舘直樹
- 衣装：東京衣裳
- メイク：山田かつら
- EED：橋本淳一郎
- MA：船木拓也
- 音響効果：小田切暁、浅井孟義
- タイトル：角田貴志
- イラストレーション：本秀康
- 音楽：滝本晃司、斉藤哲也
- ラジコン制作：酒井善史、西垣匡基
- 技術協力：麻布プラザ
- 音楽協力：テレビ東京ミュージック
- 編成：工藤仁巳
- 営業：市倉麻衣
- 番宣：大関明彦
- 番宣協力：宇高早紀子
- デスク：野中優
- ホームページ：林正樹（テレビ東京コミュニケーションズ）
- 演出補：榎本萌菜、渡邊麗、植田郁子、備前真悟
- ディレクター：祖父江里奈、塩谷泰孝、双津大地郎、中西正太
- コンテンツビジネス：瀬戸強士、高橋浩史
- プロデューサー：吉田和睦、小室良太
- プロデューサー・演出：魚田英孝
- 制作協力：シオプロ
- 製作著作：テレビ東京

## ネット局と放送時間
| 放送地域       | 放送局         | 放送系列       | 放送日時           | 放送期間               | 遅れ日数   |
| -------------- | -------------- | -------------- | ------------------ | ---------------------- | ---------- |
| 関東広域圏     | テレビ東京     | テレビ東京系列 | 月曜 23:58 - 24:45 | 2014年5月12日 - 6月2日 | 製作局     |
| 北海道         | テレビ北海道   | テレビ東京系列 | 月曜 23:58 - 24:45 | 2014年5月12日 - 6月2日 | 同時ネット |
| 愛知県         | テレビ愛知     | テレビ東京系列 | 月曜 23:58 - 24:45 | 2014年5月12日 - 6月2日 | 同時ネット |
| 岡山県・香川県 | テレビせとうち | テレビ東京系列 | 月曜 23:58 - 24:45 | 2014年5月12日 - 6月2日 | 同時ネット |
| 福岡県         | TVQ九州放送    | テレビ東京系列 | 月曜 23:58 - 24:45 | 2014年5月12日 - 6月2日 | 同時ネット |
| 滋賀県         | びわ湖放送     | JAITS          | 月曜 23:58 - 24:45 | 2014年5月12日 - 6月2日 | 同時ネット |
| 広島県         | テレビ新広島   | フジテレビ系列 | 日曜 25:10 - 26:00 | 2014年7月13日 - 8月3日 | 62日遅れ   |
| 熊本県         | 熊本放送       | TBS系列        | 月曜 23:53 - 24:38 | 2014年8月11日 - 9月1日 | 91日遅れ   |

当初は5月19日から6月9日の放送予定であったが、世界卓球選手権団体戦の放送日程変更により、前番組『地球の果てからお家に帰ろう』の最終回の放送も当初の5月12日から5月5日に繰り上げられたため、この番組も予定を1週前倒して放送されることになった。